# Raphaël Baroni
Pour les articles homonymes, voir Baroni.
 (octobre 2014).
Raphaël Baroni, né le 17 octobre 1970, est un narratologue suisse, professeur associé en didactique à l’Université de Lausanne à l'École de français langue étrangère.

## Biographie
Raphaël Baroni naît le 17 octobre 1970, en Suisse.
Il est professeur associé en didactique à l'Université de Lausanne, à l'École de français langue étrangère,.
Il travaille en particulier à l'élargissement de la théorie du récit à différents médias (bande dessinée, série télévisée, musique instrumentale, image isolée, récits interactifs, etc.) et à sa transposition didactique[réf. souhaitée]. Il a également étudié les rapports entre polyphonie et interprétation, notamment en lien avec l’œuvre de Michel Houellebecq[réf. souhaitée].

## Principaux ouvrages
Son premier ouvrage, La Tension narrative, issu de sa thèse de doctorat soutenue à l'Université de Lausanne en juin 2005 et publié en 2007, porte sur la dynamique de l'intrigue dans différents médias. Ainsi que le résume Françoise Lavocat, ce livre « traite d’une question centrale, qui déborde largement le cadre de la narratologie classique. Il s’agit en effet de comprendre pourquoi nous aimons les récits et la façon dont ils suscitent notre intérêt. L’auteur n’aborde pas cette question par le biais de la fictionnalité (même s’il mentionne un certain nombre de travaux appartenant à ce champ théorique). Il articule la narratologie classique (on retrouve les catégories genettiennes de transtexualité et architextualité, les notions de point de vue) avec les apports des recherches contemporaines sur la lecture, perspective reliée, quoique assez lâchement, aux conceptions de muthos et de catharsis aristotéliciennes. L’opérativité des apports de la psychologie cognitive pour la théorie littéraire est ici amplement démontrée. »
Son deuxième ouvrage, intitulé L'Œuvre du temps et publié en 2009, est composé de huit brefs essais. Il aborde différentes problématiques liées au rapport entre les œuvres littéraires et le temps, "en faisant du récit une structure essentielle de l'existence quotidienne". Dans son compte rendu, Lorenzo Bonoli souligne le déplacement opéré par rapport au premier livre: "affirmer que nous sommes toujours et déjà pris dans des récits fait exploser le cadre de la narratologie traditionnelle. Ce cadre a déjà été ébranlé depuis quelques années par l’introduction d’analyses de récits non littéraires, ou même non écrits, mais aussi par les avancées réalisées dans le champ de la psychologie cognitive. Mais l’élargissement ici proposé semble ouvrir de nouvelles perspectives pour la discipline de la narratologie, qui s’oriente ainsi résolument vers ses implications philosophico-anthropologiques."
Les Rouages de l'intrigue, publié en 2017, consiste en un prolongement de ses deux premiers ouvrages. Il vise notamment à discuter les différentes définitions du concept d'intrigue et à faciliter la transposition des propositions théoriques antérieures dans la pratique des études littéraires[réf. nécessaire]. Dans sa préface, Jean-Louis Dufays résume le propos de l'ouvrage en ces termes : "Baroni s’est fixé dans ce livre trois objectifs : celui de préciser sa définition de l’intrigue, celui d’analyser les techniques proprement littéraires qui permettent de nouer, d’entretenir et de dénouer une intrigue, et celui d’analyser les fonctions et les valeurs, tant esthétiques qu’anthropologiques, associées à l’intrigue, en littérature, mais aussi ailleurs." Pour Jan Baetens, il s’agit d’un livre "qui, à partir de la notion stratégique d’intrigue, fait le point sur l’articulation des narratologies classique et postclassique, tout en préparant le terrain d’une relance transmédiale des grands principes de l’analyse du récit verbal.".
En 2011, Baroni a publié un recueil de fictions aux éditions Antipodes sous le titre Les Villes englouties. Lucia Enniu décrit cet ouvrage comme "une quête ludique dans un espace dédaléen, pluriel et dialogique" et elle ajoute que l'idée qui le traverse "est celle de l’illusion, de l’essence cachée sous le voile opaque de l’apparence, du balancement dialectique entre l’être et le paraître que Platon a illustré dans la République par le truchement du mythe de la caverne". Jan Baetens ajoute "on ne sait pas, à la fin, si Villes englouties est un recueil de nouvelles ou une quasi-thèse de rhétorique à exemples intégrés."

## Publications

### Monographies (essais)
- Lire Houellebecq. Essais de critique polyphonique, Genève, Slatkine, 2022.
- I Meccanismi dell’intreccio. Introduzione alla narratologia funzionale, A. Amoroso & A. Leiduan (trad.), Roma, Effigi, coll. « Semeia », 2020.
- Les Rouages de l'intrigue, Genève, Slatkine, 2017[2].
- L'Œuvre du temps : poétique de la discordance narrative, Paris, Seuil, coll. Poétique, 2009, 327 p.
- La Tension narrative : suspense, curiosité et surprise, Paris, Seuil, coll. Poétique, 2007, 438 p.

### Direction d'ouvrages
- Baroni R. & Gunti C. (dir.) Introduction à l'étude des cultures numériques. La transition numérique des médias, Paris, Armand Colin, 2020.
- Baroni R. & Revaz F. (dir.) Narrative Sequence in Contemporary Narratology, Columbus, Ohio State University Press, coll. Theory and Interpretation of Narrative, 2016.
- Baroni R., Macé M. (dir.) Le Savoir des genres, Rennes, Presses universitaires de Rennes, 2007[14],[15],[16].

### Actes de colloques
- Baroni R. & Estier S. (dir.) Les « voix » de Michel Houellebecq, Fabula / Les colloques, 2017.

### Fictions
- Baroni R. Les Villes englouties, Lausanne, Antipodes, 2011[17].